# Jean-Claude Labrecque
Pour les articles homonymes, voir Labrecque (homonymie).
Jean-Claude Labrecque est un directeur de la photographie, réalisateur, monteur, scénariste, producteur et acteur québécois né le 19 juin 1938 à Québec et mort le 31 mai 2019 à Montréal.

## Biographie
Jean-Claude Labrecque est né à Québec et a suivi une formation d'assistant en photographie à l'ONF. En tant que directeur de la photographie, il a tourné plusieurs premiers films clés de Claude Jutra (À tout prendre), Michel Brault (Entre la mer et l'eau douce), Gilles Carle (La vie heureuse de Léopold Z), Gilles Groulx (Le Chat dans le sac) et Don Owen (The Ernie Game). En 1965, avec 60 Cycles, il réalise une course de vélo de fond sur la rive nord du fleuve Saint-Laurent, décrit comme une encyclopédie virtuelle des techniques de caméra. Il a remporté 22 prix internationaux et a été nommé pour un BAFTA. Il a quitté l'ONF en 1967 pour créer sa propre société de production, bien qu'il ait continué à travailler à son compte au conseil d'administration.
Au cours de sa longue carrière, les intérêts de Jean-Claude Labrecque se sont concentrés sur des sujets de préoccupation pour le peuple québécois, qu'ils soient sportifs, culturels ou politiques. Parmi ses films les plus connus, citons La visite du général de Gaulle au Québec (où il a filmé le fameux « Vive le Québec libre ! » du président français Charles de Gaulle), les Jeux de la XXIe Olympiade et son second long métrage, Les Vautours, une méditation personnelle sur la naissance d’une génération considérée par la critique[Qui ?] comme son meilleur film. Plus récemment, il a été caméraman de Bernard Émond dans des films acclamés par la critique comme La femme qui boit, La neuvaine et Contre toute espérance. Parmi ses nombreuses récompenses et citations, il a remporté deux prix du film canadien, en 1964 et 1970, et le prix Jutra du meilleur documentaire en 2003. Il a donné des conférences sur la réalisation de films à l'Université du Québec à Montréal.

## Filmographie

### Directeur de la photographie
- 1963 : Un jeu si simple
- 1963 : Un air de famille
- 1963 : Patte mouillée
- 1963 : Olympic Swimmers
- 1963 : Montréal - Manicouagan
- 1963 : Lewis Mumford on the City, Part 6: The City and the Future
- 1964 : Une année à Vaucluse
- 1964 : Solange dans nos campagnes
- 1964 : Let's Discuss Smoking
- 1964 : The Hundredth Summer
- 1964 : Françoise
- 1964 : Escale des oies sauvages
- 1964 : The Child of the Future: How Might He Learn
- 1964 : Bonsoir, Monsieur Champagne
- 1964 : The Big Swim
- 1964 : Along Uncharted Shores
- 1964 : À tout prendre
- 1964 : Le Chat dans le sac
- 1964 : Jusqu'au cou
- 1965 : La Vie heureuse de Léopold Z
- 1965 : Images d'un concours
- 1965 : City Under Pressure
- 1965 : 60 Cycles
- 1965 : Pas de vacances pour les idoles
- 1966 : Where Mrs. Whalley Lives
- 1966 : Volleyball
- 1966 : Valley in a River
- 1966 : The Summer We Moved to Elm Street
- 1966 : The Purse
- 1966 : Notes for a Film About Donna & Gail
- 1966 : Michelangelo Antonioni storia di un autore (TV)
- 1967 : La Visite du général de Gaulle au Québec
- 1967 : The Invention of the Adolescent
- 1967 : En octobre
- 1967 : Le Règne du jour
- 1967 : Entre la mer et l'eau douce
- 1967 : The Ernie Game
- 1968 : La Vie
- 1968 : Étude en 21 points
- 1968 : De mère en fille
- 1968 : Ce soir-là, Gilles Vigneault...
- 1968 : A Great Big Thing
- 1969 : Vertige
- 1969 : Pourquoi c'est faire?
- 1969 : La Guerre des pianos
- 1969 : Canada the Land
- 1970 : Un entretien sur la mécanologie II
- 1970 : Un entretien sur la mécanologie I
- 1970 : Essai à la mille
- 1971 : La Nuit de la poésie 27 mars 1970
- 1971 : Fleur bleue
- 1971 : Les Maudits sauvages
- 1973 : La Conquête
- 1973 : Les Corps célestes
- 1974 : Les Beaux Dimanches
- 1976 : Québec fête juin '75
- 1976 : La Veillée des veillées
- 1977 : Michèle Lalonde
- 1977 : Gatien Lapointe
- 1977 : Gaston Miron
- 1977 : Claude Gauvreau
- 1980 : La Nuit de la poésie 28 mars 1980
- 1982 : Marie Uguay
- 1984 : Les années de rêves
- 1985 : Le Million tout-puissant
- 1986 : Les Vidangeurs
- 1986 : Comme un voyage avec Marie Eykel
- 1992 : Une rivière imaginaire
- 1992 : Une enfance à Natashquan
- 1993 : Kanehsatake: 270 Years of Resistance
- 1993 : André Mathieu, musicien
- 2001 : La Femme qui boit
- 2001 : Mariages
- 2002 : Le RIN
- 2003 : À hauteur d'homme
- 2005 : La Neuvaine
- 2007 : Contre toute espérance
- 2008 : L'Atelier de mon père

### Réalisateur
- 1963 : Lewis Mumford on the City, Part 6: The City and the Future
- 1965 : 60 Cycles (en)[5]
- 1967 : La Visite du général de Gaulle au Québec
- 1968 : La Vie
- 1969 : Les Canots de glace
- 1969 : La Guerre des pianos
- 1969 : Canada the Land
- 1970 : Essai à la mille
- 1971 : La Nuit de la poésie 27 mars 1970
- 1972 : Les Smattes
- 1974 : Claude Gauvreau - Poète
- 1975 : Les Vautours
- 1976 : Québec fête juin '75
- 1977 : Michèle Lalonde
- 1977 : Jean-Guy Pilon
- 1977 : Gatien Lapointe
- 1977 : Gaston Miron
- 1977 : Jeux de la XXIe olympiade
- 1979 : Les montagnais
- 1980 : L'Affaire Coffin (sur l'Affaire Coffin)
- 1980 : La Nuit de la poésie 28 mars 1980
- 1982 : Marie Uguay
- 1984 : Aéroport: Court-circuit (TV)
- 1984 : Les Années de rêves
- 1987 : Le Frère André
- 1988 : Bonjour Monsieur Gauguin
- 1990 : 67 bis, boulevard Lannes
- 1990 : L'Histoire des Trois
- 1993 : André Mathieu, musicien
- 1995 : Le sorcier (série télévisée, 11 épisodes)
- 1996 : Parents malgré tout (feuilleton TV)
- 1999 : Anticosti au temps des Menier
- 2002 : Le RIN
- 2003 : À hauteur d'homme (sur Bernard Landry et la campagne électorale de 2003 au Québec)
- 2004 : Le Grand dérangement de Saint-Paulin Dalibaire (TV)
- 2005 : Le chemin d'eau
- 2008 : Infiniment Québec (400e anniversaire de Québec)
- 2015 : Sur les traces de Maria Chapdelaine

### Monteur
- 1964 : The Child of the Future: How Might He Learn
- 1967 : La Visite du général de Gaulle au Québec
- 1968 : La Vie
- 1970 : Essai à la mille
- 1971 : La Nuit de la poésie 27 mars 1970
- 1975 : Les Vautours
- 1977 : Michèle Lalonde
- 1977 : Gatien Lapointe
- 1977 : Gaston Miron
- 1977 : Claude Gauvreau
- 1980 : La Nuit de la poésie 28 mars 1980

### Scénariste
- 1993 : André Mathieu, musicien

### Producteur
- 1967 : La Visite du général de Gaulle au Québec

### Acteur
- 1988 : Clair-obscur : un homme dans un bar (figuration)

## Récompenses et distinctions
- Lauréat du Prix Albert-Tessier pour une carrière exceptionnelle dans le cinéma québécois[1].
- Lauréat du Prix Hommage à l'édition 2008 des Jutras
- Chevalier de l'Ordre National du Québec en 2009[6].
- Membre de l'Ordre du Canada en 2009 « pour sa contribution au développement du film en tant que réalisateur de documentaires et de films de fiction et en tant que directeur de la photographie de renom au Canada et à l'étranger ».
- Récipiendaire du Prix Jutra-Hommage aux Galas des Jutras 2008
- Prix Télébec 1991 pour le court métrage 67 bis, boulevard Lannes au Festival du cinéma international en Abitibi-Témiscamingue